# Efect Bohr
Efectul Bohr constă din transportul CO2 sub forma HCO3-.
În țesuturile extrapulmonare rezultă CO2 care pătrunde în eritrocite unde se formează HCO3 și H+. 
În eritrocit reacția CO2+H2O → H2CO3 este catalizată de o enzimă numită anhidrază carbonică. 
H2CO3 →HCO3+ H+. HCO3 poate traversa membrana eritrocitară în timp ce H+ va fi neutralizat în eritrocit conform reacției: HbO2 + H+ → HHb+ + O2. În acest fel hemoglobina cedează O2 țesuturilor atașând în schimb ioni hidroniu (protoni), producând scăderea pH-ului.
Prin scăderea pH-ului efectul Bohr duce la eliberarea oxigenului, în timp ce creșterea presiunii parțiale a O2 (în plămâni) duce la eliberarea H+. În capilarele pulmonare procesul are loc invers datorită presiunii parțiale crescute a O2 cu eliberarea CO2 care este expirat.
Constă în eliberarea H+ în timpul reacției de oxigenare a hemoglobinei. Poate fi definit și ca o schimbare a afinității hemoglobinei pentru O2 în timpul variațiilor de pH ale mediului.